# Kommunbrauhaus (Junkersdorf an der Weisach)

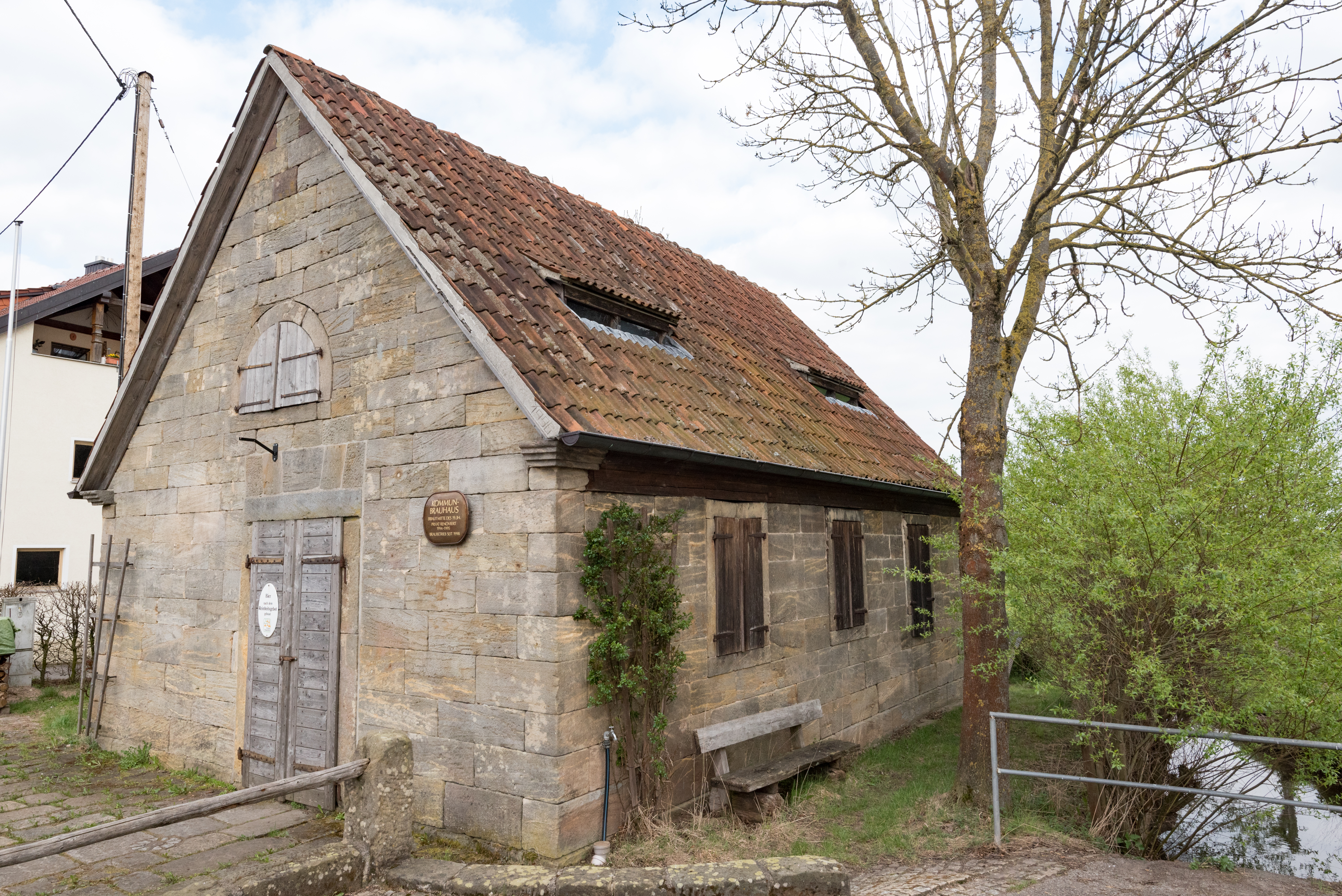
Kommunbrauhaus in Junkersdorf an der Weisach

Das Kommunbrauhaus in Junkersdorf an der Weisach, einem Ortsteil der Gemeinde Pfarrweisach im unterfränkischen Landkreis Haßberge in Bayern, wurde Mitte des 19. Jahrhunderts errichtet. Das Kommunbrauhaus an der Brauhausstraße 2 ist ein geschütztes Baudenkmal. 
Der eingeschossige und giebelständige Sandsteinquaderbau wird von einem Satteldach gedeckt. 
Nach dem Kauf und der Instandsetzung des Gebäudes in den Jahren 1994/95 durch einen Privatmann wird die Brautradition seit 1998 wieder fortgesetzt.